# Адриан Моул
Адриан Альберт Моул — главный персонаж серии книг Сью Таунсенд, изданных в форме его личных дневников. Адриан Моул предстает перед читателем, в первых трех книгах, английским подростком, позже — «взрослеет» по мере появления каждой новой книги. На протяжении всей серии книг — «Моулианы», Адриан Моул считает себя интеллектуалом, поэтом, писателем, некоторое время работает телеведущим.

## Основные события жизни Адриана Моула

### Ранние годы
Адриан Альберт Моул родился 2 апреля 1968 (в «Годах прострации» в 2008 ему исполняется ровно 40) года в Лестере, графство Лестершир. Его родителями были Джордж и Полин Моул. Начинает писать в 13 лет дневник, из которого читатели узнают о нём, его семье и друзьях. Адриан учится в средней школе. Его отец работает в то время водопроводчиком, позже и руководителем отряда ассенизаторов. Мать — домохозяйка. Семью преследуют постоянные финансовые и личные проблемы. У Адриана Моула начинается роман с новой ученицей его класса — Пандорой Брэйтуэйт. Его лучшие друзья — одноклассник Найджел и Хемиш Манчини («кореш» из США), а также Пёс — его домашний любимец. В этот же период он делает первые шаги в литературе. Адриан очень любит читать.

### Юность
По причине плохих результатов экзаменов Адриан Моул не имел возможности продолжать образование. Поэтому он избирает для себя работу в библиотеке, которая оставляет ему много времени и возможностей для творчества. Однако, из-за принципиального расхождения во взглядах относительно творчества Джейн Остин с директором библиотеки и другими сотрудниками, ему приходится найти другую работу в бюро по охране природной среды. В это время он пишет одну из самых значительных своих поэм «Прием у народных масс», посвященную проблеме конфликта общества и творца, основанную, во многом, на личных переживаниях. 

Приходят и первые успехи на литературном поприще — в январе 1986 года его эссе «Один день из жизни стюардессы» завоёвывает второе место в конкурсе Британских Авиалиний на лучшее художественное произведение, за что награждается закладкой в форме «Конкорда» с золотистым росчерком Мелвина Брэгга, передником стюардессы, пожертвованным Обществом депрессивных стюардесс, и 50 фунтами. В это время он помогает в литературном становлении своему бывшему однокласснику-скинхеду Барри Кенту, к стихам которого относится критически. В переписке с ним он впервые упоминает о начале своего романа в стихах «Неугомонный головастик», параллельно с которым он пишет экспериментальный роман «Гляди-ка! Плоские курганы моей родины», которым суждено стать самыми объёмными и заметными в его творчестве. В книге "Андриана Моул.

## Творчество Адриана Моула
Этот раздел посвящён творчеству вымышленного литературного персонажа — Адриана Моула, соответственно это творчество является неотъемлемой частью творчества английской писательницы Сью Таунсенд — автора серии книг об Адриане Моуле.

### Дневники Адриана Моула
Основой творчества Адриана Моула являются, прежде всего сами его дневники, которые он ведет на протяжении жизни. Стихи и отдельные фрагменты прозы он записывает в них, сопровождая своими соображениями, личными переживаниями, что предоставляет возможность ознакомиться не только с самим творчеством Адриана Моула, но и с условиями в которых автор предпринимал попытки литературной деятельности.

Я решил вести полный дневник в надежде на то, что жизнь моя, быть может, покажется более интересной, если её записать. В действительности жить этой жизнью совершенно не интересно. Жить ею скучно так, что вы не поверите.
— Адриан Моул, 1 января 1991 года (Адриан Моул: Дикие годы)

### Стихи
Стихотворение «Кран», посвящённое бытовым проблемам, было довольно высоко оценено редактором BBC Джоном Тайдманом. В своём ответном письме юному автору он называет его стихи «небезнадёжными». В то же время безответное на тот момент чувство к Пандоре вдохновляет его на следующие строчки:

Пандора!

Обожаю!

А ты как чужая.

Я не въезжаю.
— Адриан Моул, 14 апреля 1981 года
Эту же тему он развивает в последующей любовной лирике, типичным примером которой становится «Бутон», посвящённое лошади любимой девушки. Поэт активно изучает классику литературы и занимается общественной деятельностью, смело выражая свою позицию, что, по всей видимости, и привлекает к нему внимание Пандоры. У них развивается бурный роман, что благотворно влияет на развитие его стихотворного таланта. В частности, пребывая в разлуке с любимой, которая находится на каникулах в Тунисе, он посвящает ей следующие строки:

Я в дикой тоске,

Сердце пылает,

Во рту пересохло,

Душа догорает!

Любимая, в Тунисе жарком

Вспомни обо мне и всплакни украдкой.

Там солнце и море,

И пляж офигительный.

Везет же детям

Богатых родителей!
— Адриан Моул, 25 июля 1981 года
Со временем в его произведениях, адресованных Пандоре Брэйтуэйт, начинают появляться чувственные нотки, что, бесспорно, связано с половым созреванием автора.
Также поэт уделяет в своих ранних стихах внимание теме дружбы, как, например, в стихотворении в честь Берта Бакстера, 90-летнему пенсионеру, за которым ухаживает в рамках участия в кружке «Добрые самаритяне». Примерно в это же время он становится главным редактором молодёжного журнала «Голос юности», который, однако, смог выпустить всего один номер, после чего закрылся по причине нерентабельности. 
 В стихах Моула появляется все больше глубоких метафор. Одна из вершин его раннего творчества — «Недовольный тунец». Смысл этого стихотворения, посланного Пандоре, Адриан раскрывает в дневнике: «Надеюсь, от Пандоры не укроется подтекст последней строчки. Девственность достала!»

Рыба я. Рыба тунец. 

В океане недовольства плыву. 

О когда, о когда же 

Достигну я нерестовых вод?
— Адриан Моул, 7 апреля 1982 года
Также стоит отметить стихотворение «Норвегия», высоко отмеченное как Джоном Тайдманом, написавшим, что это «существенный шаг вперед», так и норвежцем Кнутом Йоханссоном с радиостанции Бергена. Сам автор в письме к Тайдману отмечает, что оно

…написано в стиле модерн и является типичным образцом этой поэтической школы. А если по‑простому, то оно не про цветочки и прочую дребедень, и совсем без рифмы.
— Адриан Моул, 12 июля 1982 года
Такой же строфой выполнено социально-политическое стихотворение «Ода Энгельсу или гимн современным нищим», показывающее, что автору не чужды проблемы и язвы современного ему общества, написанное под впечатлением от прочитанной им книги «Положение рабочего класса в Англии». Автор не стесняется выражать своё недовольство политикой Маргарет Тэтчер, что заметно в другом его произведении «Миссис Тэтчер». Стоит отметить, что семья Моулов пострадала от тэтчеризма, чем и оправдана неприязнь юного поэта к премьер-министру.

Как вам спится, миссис Тэтчер, как вам спится?

На перине пуховой как лежится? 

Сколько пролили вы слез?

Или слез родник давно замерз? 

Очень вам к лицу темно‑синий цвет. 

Скольким безработным он добавит бед? 

Из домов их упорхнула счастья птица. 

Как вам спится, миссис Тэтчер, как вам спится?
— Адриан Моул, 6 ноября 1982 года
Вдохновленный радиопередачей о женских романах, Моул решает попробовать себя в данном жанре, и под псевдонимом Адриенна Шторм начинает роман «Страдания по Вулверхэмптону», который так и останется незаконченным. Однако этот опыт, бесспорно, повлияет на его последующие произведения. К этому же периоду можно отнести и философское произведение, оставленное автором без названия. В его лирическом герое уже выделяются черты, характерные для лучших персонажей писателя — мужественность (и в то же время ранимость), задумчивость, склонность к бунту и неприятию окружающих порядков.

В поиске своего творческого пути Моул идёт на различные, порой смелые и неоцененные окружающими по достоинству эксперименты. Очередной поэтический манифест он пишет прямо на стене в школьном туалете, однако, увлёкшись, подписывается своим именем, после чего вызывается в кабинет директора. Также Моул пишет песню для группы своего одноклассника Дэнни Томпсона в стиле регги, текст которой получил высокую оценку лидера группы.

Молятся братья и сестры Ему, 

Словом он трогает сердца струну. 

Слушайте все!!! Слушайте все!!! (повторить 10 раз)
Все бренное брось, за Ним последуй, 

Стремись к Нему, Его любовь наследуй! 

Э‑фи‑о‑пия! 

Слушайте все!!! Слушайте все!!! (повторить 10 раз)
— Адриан Моул, 30 мая 1983 года

### «Неугомонный головастик»
Рифмованная повесть. В основе сюжета — биологическое, физиологическое и психоэмоциональное развитие особи лягушки, через которую в иносказательной форме передаются личные переживания автора. Как видно из переписки с Барри Кентом, Моул начал писать её в начале лета 1987 года и полностью закончил 5 августа 1989 года. К сожалению, это прогрессивное произведение не вызвало восторга у издателей. Оно было отвергнуто BBC Бристоля без объяснения причин. Крейг Рейн, агент издательства «Фабер и Фабер», отметил принадлежность «Головастика» к декадансу, но в целом оценил произведение невысоко.

### «Гляди-ка! Плоские курганы моей родины», «На птице»
Самый крупный роман в творчестве Адриана Моула. Сначала Адриан написал рукопись в революционной по его мнению манере —- без гласных. Но это отпугивало всех издателей кому Моул её посылал. После многочисленных отказов Адриан решил, что общество ещё не готово к таким инновационным идеям, и следующие несколько месяцев добавлял в роман гласные. После завершения романа дал имя главному персонажу. Позже роман был переименован в «На птице».

## Характер
Адриан Моул любознательный, творческий подросток, проживающий «в самом сердце Англии», готовый «объехать весь мир в познавательных целях». Круг его интересов разнообразен — от классической литературы, попыток создания собственных стихов и прозы, до «кожевенной промышленности Норвегии». Не избегают его типичные, свойственные периоду взросления, комплексы, которые мучают на его до глубины души — прыщи на лице, нескладность тела, немодная одежда, социальная неустроенность семьи. У Адриана своеобразный характер: он сам считает себя интеллектуалом, талантливым писателем и поэтом, но окружающие скептически относятся к его умственным и творческим способностям.
В школе у него отбирает деньги одноклассник Бари Кент и Моул вынужден обратиться за защитой к бабушке. Сам Адриан Моул очень сострадателен к окружающим ему людям, много лет ухаживает за одиноким пенсионером Бертом Бакстером. Любит бабушку. Любит пса. Глубоко травмирован семейной драмой родителей. Первый роман Адриана с одноклассницей Пандорой закончится расставанием. Отношение Пандоры к Моулу концентрировано выражает отношение к нему других окружающих — она его, может быть и любит, но не воспринимает всерьёз.
Со временем, Адриан взрослеет, и круг его переживаний меняются вместе с ним. Адриан становится мужчиной, отцом двух сыновей и дочери, рождённых от разных матерей. Нескладность личной жизни, путаный круг финансовых вопросов, вечные проблемы с трудоустройством, не восприятие окружающих не смогут сломить его упрямой жажды к творчеству.

## Семья и друзья Адриана
Близкие главного героя серии также представляют группу причудливых характеров и образов.

### Семья Адриана
- Джордж Моул — отец Адриана, типичный неудачник и подкаблучник, находящийся в постоянном поиске работы;
- Полин Моул — мать Адриана, домохозяйка;
- бабушка, Эдна Мэй Моул — бабушка Адриана по отцовской линии, чопорная, бескомпромиссная пожилая женщина строгих правил;
- Бретт — внебрачный сын Джорджа Моула (отца Адриана) и Дорин Слейтер (Глиста Сушеная, в отдельных переводах — Стрекоза Сушеная);
- Рози Джермейн Моул — младшая сестра Адриана; до последней книги саги не ясно кто является её отцом — отец Адриана Джордж Моул или их бывший сосед Лукас (гад Лукас), с которым мать Адриана крутила роман;
- Гленн Боттс — старший сын Адриана от Шарон Боттс.
- Уильям Моул — младший сын Адриана, от Жожо;
- Грейси Моул — дочь Адриана, от Георгины Крокус.

### Берт Бакстер
В 13 лет Адриан Моул вступил в кружок «Добрые Самаритяне», и получил, по распределению, для опеки и ухода, 89-летнего Берта Бакстера.

Берт Бакстер — вовсе не симпатичный старичок-пенсионер! Он пьет и курит, и у него восточноевропейская овчарка по кличке Штык. Пока я подстригал кусты, Штык был заперт на кухне и рычал там, не замолкая ни на секунду
Несмотря на грубый, порой нахальный характер, «вонючий коммуняка» Берт Бакстер на долгие годы станет другом Адриана. В своем милосердии к старику — весь Адриан. Порою, скрипя зубами, он будет выполнять свой попечительский долг до конца.

### Друзья Адриана
- Найджел
- Хемиш Манчини

## Женщины Адриана Моула
Пандора Брэйтуэйт (Pandora Braithwaite) — любовь всей его жизни, также первая девушка.
Шарон Ботт (Sharon Bott/Botts) — первая сексуальная партнёрша и мать первого его сына Гленна.
Бьянка (Bianca Dartington) — первый продолжительный роман.
Жожо (Jo Jo) — первая жена и мать второго сына Уильяма.
Памела Пигг (Pamela Pigg) — продолжительный роман, описываемый в «Потерянных дневниках Адриана Моула»
Маргаритка Крокус (Marigold Flowers) — невеста (на ней Адриан так и не женился).
Георгина Крокус (Daisy Flowers) — вторая жена и мать его дочери Грейси.

## Список литературных произведений серии Адриан Моул
«The Secret Diary of Adrian Mole, Aged 13¾» (1982) — «Тайный дневник Адриана Моула, начатый в 13 с половиной лет»
«The Growing Pains of Adrian Mole» (1985) — «Страдания Адриана Моула»
«The True Confessions of Adrian Albert Mole» (1989) — «Признание Адриана Моула»
«Adrian Mole: The Wilderness Years» (1993) — «Адриан Моул: Дикие годы»
«Adrian Mole: The Cappuccino Years» (1999) — «Адриан Моул: Годы капучино»
«Adrian Mole and the Weapons of Mass Destruction» (2004) — «Адриан Моул и оружие массового поражения»
«The Lost Diaries of Adrian Mole, 1999—2001» (2008) — не было официального перевода на русский язык
«Adrian Mole — The Prostrate Years» (2009) — «Адриан Моул: Годы прострации»